# UEFA Europa League 2021-2022
UEFA Europa League 2021–2022 a fost cel de-al 51-lea sezon a celei de-a doua competiții fotbalistice intercluburi ca valoare din Europa, și a 13-a ediție de la redenumirea ei din Cupa UEFA în UEFA Europa League.
Eintracht Frankfurt i-a învins pe Rangers în finala disputată pe Stadionul Ramón Sánchez Pizjuán din Sevilla, Spania, 5–4 la loviturile de departajare, câștigând competiția pentru a doua oară în istoria clubului, prima fiind în 1980. Finala era programată inițial să fie jucată pe Puskás Aréna din Budapesta, Ungaria. Însă, din cauza amânării și realocării finalei din 2020, gazdele finalelor au fost mutate înapoi cu un an, iar Budapesta va găzdui în schimb finala din 2023. În calitate de câștigătoare, Eintracht Frankfurt s-a calificat automat în faza grupelor Ligii Campionilor 2022-2023 și și-a câștigat, de asemenea, dreptul de a juca împotriva câștigătorilor Ligii Campionilor 2021-2022, Real Madrid, în Supercupa Europei 2022.
Acest sezon a fost primul din 1998-1999 (ultimul sezon când s-a disputat Cupa Cupelor UEFA), când se desfășoară trei competiții europene majore intercluburi (Liga Campionilor UEFA, UEFA Europa League și nou-creata UEFA Europa Conference League), și primul în care Europa League (în trecut, Cupa UEFA) este competiția secundară din cele trei. Drept urmare, s-au făcut modificări majore la formatul Europa League. Numărul de echipe din faza grupelor este redus de la 48 la 32 de echipe, iar numărul de echipe care participă în calificări este, de asemenea, redus semnificativ. Prima rundă din faza eliminatorie implică acum doar echipele de pe locul 2 din faza grupelor și echipele clasate pe locul trei în Liga Campionilor, câștigătorii grupelor avansând direct în optimile de finală.
Pe 24 iunie 2021, UEFA a aprobat propunerea de abolire a regulii golurilor marcate în deplasare în toate competițiile UEFA pentru cluburi, care a fost folosită din 1965. Prin urmare, dacă într-un meci în dublă manșă, ambele echipe înscriu același număr de goluri la general, câștigătoarea nu va fi decisă de numărul de goluri marcate în deplasare de fiecare echipă, ci de 30 de minute de timp suplimentar, și dacă cele două echipe rămân la egalitate de goluri și după prelungiri, câștigătoarea va fi decisă la loviturile de departajare.

## Locurile alocate pentru fiecare asociație
Un număr de 58 de echipe din 31 până la 36 de asociații din totalul celor 55 de asociații membre UEFA au participat în UEFA Europa League 2021-2022. Dintre acestea, 16 asociații au echipe care s-au calificat direct în Europa League, în timp ce pentru celelalte 39 de asociații care nu au avut nicio echipă care s-a calificat direct, între 15 și 20 dintre ele pot avea echipe care joacă după ce au fost transferate din Liga Campionilor (singura asociație care nu poate avea vreun participant este Liechtenstein, care nu organizează o ligă internă și poate înscrie câștigătorul cupei doar în Europa Conference League, având în vedere locul în clasamentul UEFA al asociației lor). Clasamentul asociațiilor bazat pe coeficienții țărilor UEFA a fost utilizat pentru a determina numărul de echipe participante pentru fiecare asociație:
- Asociațiile 1-5 au câte două echipe calificate.
- Asociațiile 6-15 au fiecare o echipă calificată.
  - Întrucât nu se folosește locul obligatoriu destinat deținătorilor UEFA Europa Conference League în acest sezon, asociația 16 a avut una dintre echipele lor promovate din Europa Conference League în Europa League, deci au și ei o echipă calificată.
- Mai mult decât atât, 37 de echipe eliminate din Liga Campionilor 2021-2022 sunt transferate în Europa League.
- În următoarele sezoane, deținătorilor titlului UEFA Conference League li se va oferi un loc obligatoriu în Europa League. Însă, acest slot nu este folosit pentru acest sezon, deoarece prima ediție a UEFA Europa Conference League nu a avut loc.

### Clasamentul asociațiilor
Pentru Europa League 2021–2022, asociațiilor li s-au alocat locuri în funcție de Coeficienții țării UEFA din 2020, care ia în considerare performanța lor în competițiile europene din perioada 2015–16 până în 2019–20.
| Loc | Asociația     | Coef.   | Echipe |
| --- | ------------- | ------- | ------ |
| 1   | Spania        | 102.283 | 2      |
| 2   | Anglia        | 90.462  | 2      |
| 3   | Germania      | 74.784  | 2      |
| 4   | Italia        | 70.653  | 2      |
| 5   | Franța        | 59.248  | 2      |
| 6   | Portugalia    | 49.449  | 1      |
| 7   | Rusia         | 45.549  | 1      |
| 8   | Belgia        | 37.900  | 1      |
| 9   | Ucraina       | 36.100  | 1      |
| 10  | Țările de Jos | 35.750  | 1      |
| 11  | Turcia        | 33.600  | 1      |
| 12  | Austria       | 32.925  | 1      |
| 13  | Danemarca     | 29.250  | 1      |
| 14  | Scoția        | 27.875  | 1      |
| 15  | Cehia         | 27.300  | 1      |
| 16  | Cipru         | 26.750  | 1      |
| 17  | Elveția       | 26.400  | 0      |
| 18  | Grecia        | 26.300  | 0      |
| 19  | Serbia        | 25.500  | 0      |
| 20  | Croația       | 24.875  | 0      |

| Loc | Asociația             | Coef.  | Echipe |
| --- | --------------------- | ------ | ------ |
| 21  | Suedia                | 22.750 | 0      |
| 22  | Norvegia              | 21.750 | 0      |
| 23  | Israel                | 19.625 | 0      |
| 24  | Kazahstan             | 19.250 | 0      |
| 25  | Belarus               | 18.875 | 0      |
| 26  | Azerbaijan            | 18.750 | 0      |
| 27  | Bulgaria              | 17.375 | 0      |
| 28  | România               | 16.700 | 0      |
| 29  | Polonia               | 16.625 | 0      |
| 30  | Slovacia              | 15.875 | 0      |
| 31  | Liechtenstein         | 13.500 | 0      |
| 32  | Slovenia              | 13.000 | 0      |
| 33  | Ungaria               | 12.875 | 0      |
| 34  | Luxemburg             | 8.000  | 0      |
| 35  | Lituania              | 7.875  | 0      |
| 36  | Armenia               | 7.625  | 0      |
| 37  | Letonia               | 7.625  | 0      |
| 38  | Albania               | 7.375  | 0      |
| 39  | Macedonia             | 7.375  | 0      |
| 40  | Bosnia și Herțegovina | 6.875  | 0      |

| Loc | Asociația         | Coef. | Echipe |
| --- | ----------------- | ----- | ------ |
| 41  | Republica Moldova | 6.750 | 0      |
| 42  | Irlanda           | 6.700 | 0      |
| 43  | Finlanda          | 6.500 | 0      |
| 44  | Georgia           | 5.750 | 0      |
| 45  | Malta             | 5.750 | 0      |
| 46  | Islanda           | 5.375 | 0      |
| 47  | Țara Galilor      | 5.000 | 0      |
| 48  | Irlanda de Nord   | 4.875 | 0      |
| 49  | Gibraltar         | 4.750 | 0      |
| 50  | Muntenegru        | 4.375 | 0      |
| 51  | Estonia           | 4.375 | 0      |
| 52  | Kosovo            | 4.000 | 0      |
| 53  | Insulele Feroe    | 3.750 | 0      |
| 54  | Andorra           | 2.831 | 0      |
| 55  | San Marino        | 0.666 | 0      |

## Calendar
Programul competiției a fost după cum urmează. Meciurile au fost programate joia (în afară de finală, care are loc miercuri), deși, în mod excepțional, ar fi putut avea loc marți sau miercuri din cauza conflictelor de programare. Orele programate de start, începând cu faza grupelor au fost 18:45 (în loc de 18:55 anterior) - 19:45 Ora României; și 21:00 CEST/CET - 22:00 ora României, deși în mod excepțional au putut avea loc și la 16:30 din motive geografice.
Tragerile la sorți au început la ora 14:00 (ora României), pentru faza grupelor și optimile de finală, și la 14:30 (toate celelalte trageri la sorți). Acestea s-au desfășurat la sediul UEFA din Nyon, Elveția, cu excepția celei pentru faza grupelor care s-a desfășurat în Istanbul, Turcia.
| Faza              | Runda                        | Data tragerii la sorți | Manșa tur                                     | Manșa retur                                   |
| ----------------- | ---------------------------- | ---------------------- | --------------------------------------------- | --------------------------------------------- |
| Calificări        | Al treilea tur de calificare | 19 iulie 2021          | 5 august 2021                                 | 12 august 2021                                |
| Calificări        | Runda play-off               | 2 august 2021          | 19 august 2021                                | 26 august 2021                                |
| Faza grupelor     | Meciul 1                     | 27 august 2021         | 16 septembrie 2021                            | 16 septembrie 2021                            |
| Faza grupelor     | Meciul 2                     | 27 august 2021         | 30 septembrie 2021                            | 30 septembrie 2021                            |
| Faza grupelor     | Meciul 3                     | 27 august 2021         | 21 octombrie 2021                             | 21 octombrie 2021                             |
| Faza grupelor     | Meciul 4                     | 27 august 2021         | 4 noiembrie 2021                              | 4 noiembrie 2021                              |
| Faza grupelor     | Meciul 5                     | 27 august 2021         | 25 noiembrie 2021                             | 25 noiembrie 2021                             |
| Faza grupelor     | Meciul 6                     | 27 august 2021         | 9 decembrie 2021                              | 9 decembrie 2021                              |
| Faza eliminatorie | Play-off eliminatoriu        | 13 decembrie 2021      | 17 februarie 2022                             | 24 februarie 2022                             |
| Faza eliminatorie | Optimi de finală             | 25 februarie 2022      | 10 martie 2022                                | 17 martie 2022                                |
| Faza eliminatorie | Sferturi de finală           | 18 martie 2022         | 7 aprilie 2022                                | 14 aprilie 2022                               |
| Faza eliminatorie | Semifinale                   | 18 martie 2022         | 28 aprilie 2022                               | 5 mai 2022                                    |
| Faza eliminatorie | Finala                       | 18 martie 2022         | 18 mai 2022 pe Ramón Sánchez Pizjuán, Sevilla | 18 mai 2022 pe Ramón Sánchez Pizjuán, Sevilla |

## Calificări

### Al treilea tur de calificare
Tragerea la sorți pentru cel de-al treilea tur de calificare a avut loc pe 19 iulie 2021, ora 14:00 ora României.
Un total de 16 echipe au jucat în cel de-al treilea tur de calificare. Acestea au fost împărțite în două rute:
- Ruta Campionilor (10 echipe): 10 învinși ai celui de-al treilea tur de calificare din Liga Campionilor 2021-2022 (Ruta Campionilor), a cărui identitate nu era cunoscută la momentul extragerii. Echipele nu au fost grupate după capii de serie. Echipele din Azerbaidjan și Armenia nu au putut fi extrase una împotriva celeilalte, astfel, pierzătorii meciurilor dintre Neftchi Baku/Olympiacos și Alașkert/Sheriff Tiraspol nu au putut juca unul împotriva celuilalt.
- Ruta Principală (6 echipe): Echipele au fost grupate după cum urmează:
  - Capi de serie: 3 echipe care au intrat în această rundă.
  - Non-capi de serie: 3 învinși ai celui de-al doilea tur de calificare din Liga Campionilor 2021-2022 (Ruta Non-campionilor), a căror identitate nu era cunoscută la momentul extragerii.

Prima echipă extrasă în fiecare meci este echipa gazdă a manșei tur.

#### Meciurile
Manșele tur s-au disputat pe 5 august, iar cele retur pe 12 august 2021. Câștigătorii au trecut în play-off, pe rutele lor respective. Pierzătorii campioni au fost transferați în runda play-off a Europa Conference League, pe Ruta Campionilor, iar non-campionii pe Ruta Principală.
| Echipa 1              | Scor gen.          | Echipa 2                  | Tur   | Retur      |
| --------------------- | ------------------ | ------------------------- | ----- | ---------- |
| Omonia                | 2 – 2 (5 – 4 l.d.) | Flora                     | 1 – 0 | 1 – 2 d.p. |
| NŠ Mura               | 1 – 0              | Žalgiris Vilnius          | 0 – 0 | 1 – 0      |
| FC Kairat             | 2 – 3              | Alașkert FC Erevan        | 0 – 0 | 2 – 3 d.p. |
| Lincoln Red Imps F.C. | 2 – 4              | Slovan Bratislava         | 1 – 3 | 1 – 1      |
| Neftçi Baku           | 2 – 5              | Helsingin Jalkapalloklubi | 2 – 2 | 0 – 3      |

| Echipa 1    | Scor gen. | Echipa 2      | Tur   | Retur |
| ----------- | --------- | ------------- | ----- | ----- |
| Jablonec    | 2 – 7     | Celtic        | 2 – 4 | 0 – 3 |
| Rapid Viena | 4 – 2     | Anorthosis    | 3 – 0 | 1 – 2 |
| Galatasaray | 5 – 3     | St. Johnstone | 1 – 1 | 4 – 2 |

### Runda play-off
Tragerea la sorți pentru runda play-off a avut loc pe 2 august 2021, ora 14:00 ora României.
Un total de 20 de echipe au jucat în runda play-off. Acestea au fost împărțite în patru „grupe prioritare”:
- Prioritatea 1: 3 echipe care intră în această rundă.
- Prioritatea 2: 6 învinși ai celui de-al treilea tur de calificare din Liga Campionilor 2021-2022 (Ruta Campionilor), a căror identitate nu era cunoscută la momentul extragerii.
- Prioritatea 3: 5 câștigători ai celui de-al treilea tur de calificare (Ruta Campionilor), a căror identitate nu era cunoscută la momentul extragerii.
- Prioritatea 4: 3 câștigători ai celui de-al treilea tur de calificare (Ruta Non-campionilor), a căror identitate nu era cunoscută la momentul extragerii.

Procedura tragerii a fost după cum urmează:
1. Cele trei echipe de prioritate 4 vor fi extrase împotriva echipelor de prioritate 1 pentru a produce trei meciuri, până când nu vor mai rămâne echipe de prioritate 4.
2. Celelalte trei echipe de prioritate 1 vor fi extrase împotriva echipelor de prioritate 3 pentru a produce trei meciuri, până când nu vor mai rămâne echipe de prioritate 1.
3. Celelalte două echipe de prioritate 3 vor fi extrase împotriva echipelor de prioritate 2 pentru a produce două meciuri, până când nu vor mai rămâne echipe de prioritate 3.
4. Celelalte patru echipe de prioritate 2 vor fi extrase una împotriva celeilalte pentru a produce două meciuri.

Nu va exista protecție de țară pentru această rundă, astfel că echipele din aceeași asociație pot fi extrase una împotriva celeilalte. Prima echipă extrasă în fiecare meci va fi echipa gazdă a manșei tur.
| Prioritatea 1                                                      | Prioritatea 2                                                                                      | Prioritatea 3                                                                         | Prioritatea 4                                    |
| ------------------------------------------------------------------ | -------------------------------------------------------------------------------------------------- | ------------------------------------------------------------------------------------- | ------------------------------------------------ |
| - AZ Alkmaar - Fenerbahçe - Zarea - Antwerp - Sturm Graz - Randers | - Slavia Praga[†] - Olympiacos[†] - Steaua Roșie[†] - Rangers[†] - Legia Varșovia[†] - CFR Cluj[†] | - Slovan Bratislava[CA] - Alașkert FC Erevan[CA] - Omonia[CA] - HJK[CA] - NS Mura[CA] | - Celtic[RP] - Galatasaray[RP] - Rapid Viena[RP] |

Note
1. † Pierzătoarea celui de-al treilea tur de calificare al Ligii Campionilor (Ruta Campionilor).
2. CA Câștigătoarea celui de-al treilea tur de calificare (Ruta Campionilor), a cărei identitate nu era cunoscută la momentul extragerii.
3. RP Câștigătoarea celui de-al treilea tur de calificare (Ruta Principală), a cărei identitate nu era cunoscută la momentul extragerii.

#### Meciurile
Manșele tur s-au disputat pe 19 august, iar cele retur pe 26 august 2021. Câștigătorii au trecut în faza grupelor. Pierzătorii au fost transferați în faza grupelor Europa Conference League.
| Echipa 1     | Scor gen.          | Echipa 2           | Tur   | Retur      |
| ------------ | ------------------ | ------------------ | ----- | ---------- |
| Randers      | 2 – 3              | Galatasaray        | 1 – 1 | 1 – 2      |
| Rapid Viena  | 6 – 2              | Zarea              | 3 – 0 | 3 – 2      |
| Celtic       | 3 – 2              | AZ Alkmaar         | 2 – 0 | 1 – 2      |
| Fenerbahçe   | 6 – 2              | HJK                | 1 – 0 | 5 – 2      |
| NS Mura      | 1 – 5              | Sturm Graz         | 1 – 3 | 0 – 2      |
| Omonia       | 4 – 4 (2 – 3 l.d.) | Antwerp            | 4 – 2 | 0 – 2 d.p. |
| Olympiacos   | 5 – 2              | Slovan Bratislava  | 3 – 0 | 2 – 2      |
| Rangers      | 1 – 0              | Alașkert FC Erevan | 1 – 0 | 0 – 0      |
| Slavia Praga | 3 – 4              | Legia Varșovia     | 2 – 2 | 1 – 2      |
| Steaua Roșie | 6 – 1              | CFR Cluj           | 4 – 0 | 2 – 1      |

## Faza grupelor
Tragerea la sorți pentru faza grupelor a avut loc pe 27 august 2021, ora 13:00 ora României, în Istanbul, Turcia.
Cele 32 de echipe au fost împărțite în opt grupe, de câte patru echipe, echipele din aceeași țară neputând fi extrase în aceeași grupă. Pentru extragere, echipele au fost împărțite în patru urne pe baza coeficientului de club UEFA. Mai jos se află echipele participante în faza grupelor (cu coeficientul de club UEFA din 2021), grupate după urnele lor aferente. Acestea sunt:
| Urna 1 - Lyon CC: 76.000 - Napoli CC: 74.000 - Bayer Leverkusen CC: 57.000 - Dinamo Zagreb CC: 44.500 - Lazio CC: 44.000 - Olympiacos CC: 43.000 - Monaco CC: 36.000 - Braga CC: 35.000 Urna 2 - Celtic CC: 34.000 - Eintracht Frankfurt CC: 33.000 - Steaua Roșie Belgrad CC: 32.500 - Leicester City CC: 32.000 - Rangers CC: 31.250 - Lokomotiv Moscova CC: 31.000 - Genk CC: 30.000 - PSV Eindhoven CC: 29.000 | Urna 3 - Marseille CC: 28.000 - Ludogoreț Razgrad CC: 28.000 - West Ham United CC: 20.113 - Real Sociedad CC: 19.571 - Real Betis CC: 19.571 - Fenerbahçe CC: 19.500 - Spartak Moscova CC: 18.500 - Sparta Praga CC: 17.500 Urna 4 - Rapid Viena CC: 17.500 - Galatasaray CC: 17.000 - Legia Varșovia CC: 16.500 - Midtjylland CC: 13.500 - Ferencváros CC: 13.500 - Royal Antwerp CC: 10.500 - Sturm Graz CC: 7.165 - Brøndby CC: 7.000 | West HamLeicesterRapidGrazAntwerpGenkLudogorețSpartaDinamoMidtjyllandBrøndbyMarseilleLyonMonacoEintrachtLeverkusenOlympiacosLazioNapoliLegiaBragaMoscovaGlasgowSteaua RoșieSociedadBetisIstanbulPSVFerencvárosEchipele din Glasgow · Celtic · RangersEchipele din Istanbul · Fenerbahçe · GalatasarayEchipele din Moscova · Lokomotiv · Spartak · Locațiile echipelor din faza grupelor UEFA Europa League 2021-2022. · Maro: Grupa A; Roșu: Grupa B; Portocaliu: Grupa C; Galben: Grupa D; · Verde: Grupa E; Albastru: Grupa F; Violet: Grupa G; Roz: Grupa H. |  |

Zilele de meci au fost 16 septembrie, 30 septembrie, 21 octombrie, 4 noiembrie, 25 noiembrie și 9 decembrie 2021. Orele de start ale meciurilor sunt 19:45 și 22:00 EEST.

### Grupa A
| Loc | Echipă       | Pct. | MJ | V | E | Î | GM | GP | DG  |  | LYO | RAN | SPP | BRO |
| --- | ------------ | ---- | -- | - | - | - | -- | -- | --- |  | --- | --- | --- | --- |
| 1. | Lyon         | 16   | 6  | 5 | 1 | 0 | 16 | 5  | +11 |  | —   | 1–1 | 3–0 | 3–0 |
| 2. | Rangers      | 8    | 6  | 2 | 2 | 2 | 6  | 5  | +1  |  | 0–2 | —   | 2–0 | 2–0 |
| 3. | Sparta Praga | 7    | 6  | 2 | 1 | 3 | 6  | 9  | −3  |  | 3–4 | 1–0 | —   | 2–0 |
| 4. | Brøndby      | 2    | 6  | 0 | 2 | 4 | 2  | 11 | −9  |  | 1–3 | 1–1 | 0–0 | —   |
| Legendă: Locul 1: Calificare în optimi Locul 2: Calificare în play-off-ul eliminatoriu Locul 3: Transferată în Europa Conference League |              |      |    |   |   |   |    |    |     |  |     |     |     |     |

### Grupa B
| Loc | Echipă        | Pct. | MJ | V | E | Î | GM | GP | DG |  | MON | SOC | PSV | STU |
| --- | ------------- | ---- | -- | - | - | - | -- | -- | -- |  | --- | --- | --- | --- |
| 1. | Monaco        | 12   | 6  | 3 | 3 | 0 | 7  | 4  | +3 |  | —   | 2–1 | 0–0 | 1–0 |
| 2. | Real Sociedad | 9    | 6  | 2 | 3 | 1 | 9  | 6  | +3 |  | 1–1 | —   | 3–0 | 1–1 |
| 3. | PSV           | 8    | 6  | 2 | 2 | 2 | 9  | 8  | +1 |  | 1–2 | 2–2 | —   | 2–0 |
| 4. | Sturm Graz    | 2    | 6  | 0 | 2 | 4 | 3  | 10 | −7 |  | 1–1 | 0–1 | 1–4 | —   |
| Legendă: Locul 1: Calificare în optimi Locul 2: Calificare în play-off-ul eliminatoriu Locul 3: Transferată în Europa Conference League |               |      |    |   |   |   |    |    |    |  |     |     |     |     |

### Grupa C
| Loc | Echipă         | Pct. | MJ | V | E | Î | GM | GP | DG |  | SPM | NAP | LEI | LEG |
| --- | -------------- | ---- | -- | - | - | - | -- | -- | -- |  | --- | --- | --- | --- |
| 1. | Spartak Mos.   | 10   | 6  | 3 | 1 | 2 | 10 | 9  | +1 |  | —   | 2–1 | 3–4 | 0–1 |
| 2. | Napoli         | 10   | 6  | 3 | 1 | 2 | 15 | 10 | +5 |  | 2–3 | —   | 3–2 | 3–0 |
| 3. | Leicester      | 8    | 6  | 2 | 2 | 2 | 12 | 11 | +1 |  | 1–1 | 2–2 | —   | 3–1 |
| 4. | Legia Varșovia | 6    | 6  | 2 | 0 | 4 | 4  | 11 | −7 |  | 0–1 | 1–4 | 1–0 | —   |
| Legendă: Locul 1: Calificare în optimi Locul 2: Calificare în play-off-ul eliminatoriu Locul 3: Transferată în Europa Conference League |                |      |    |   |   |   |    |    |    |  |     |     |     |     |

1. 1 2  Puncte în meciurile directe: Spartak Moscova 6, Napoli 0.

### Grupa D
| Loc | Echipă              | Pct. | MJ | V | E | Î | GM | GP | DG |  | FRA | OLY | FEN | ANT |
| --- | ------------------- | ---- | -- | - | - | - | -- | -- | -- |  | --- | --- | --- | --- |
| 1. | Eintracht Frankfurt | 12   | 6  | 3 | 3 | 0 | 10 | 6  | +4 |  | —   | 3–1 | 1–1 | 2–2 |
| 2. | Olympiacos          | 9    | 6  | 3 | 0 | 3 | 8  | 7  | +1 |  | 1–2 | —   | 1–0 | 2–1 |
| 3. | Fenerbahçe          | 6    | 6  | 1 | 3 | 2 | 7  | 8  | −1 |  | 1–1 | 0–3 | —   | 2–2 |
| 4. | Antwerp             | 5    | 6  | 1 | 2 | 3 | 6  | 10 | −4 |  | 0–1 | 1–0 | 0–3 | —   |
| Legendă: Locul 1: Calificare în optimi Locul 2: Calificare în play-off-ul eliminatoriu Locul 3: Transferată în Europa Conference League |                     |      |    |   |   |   |    |    |    |  |     |     |     |     |

### Grupa E
| Loc | Echipă         | Pct. | MJ | V | E | Î | GM | GP | DG |  | GAL | LAZ | MAR | LOK |
| --- | -------------- | ---- | -- | - | - | - | -- | -- | -- |  | --- | --- | --- | --- |
| 1. | Galatasaray    | 12   | 6  | 3 | 3 | 0 | 7  | 3  | +4 |  | —   | 1–0 | 4–2 | 1–1 |
| 2. | Lazio          | 9    | 6  | 2 | 3 | 1 | 7  | 3  | +4 |  | 0–0 | —   | 0–0 | 2–0 |
| 3. | Marseille      | 7    | 6  | 1 | 4 | 1 | 6  | 7  | −1 |  | 0–0 | 2–2 | —   | 1–0 |
| 4. | Lokomotiv Mos. | 2    | 6  | 0 | 2 | 4 | 2  | 9  | −7 |  | 0–1 | 0–3 | 1–1 | —   |
| Legendă: Locul 1: Calificare în optimi Locul 2: Calificare în play-off-ul eliminatoriu Locul 3: Transferată în Europa Conference League |                |      |    |   |   |   |    |    |    |  |     |     |     |     |

### Grupa F
| Loc | Echipă            | Pct. | MJ | V | E | Î | GM | GP | DG |  | SRB | BRA | MID | LUD |
| --- | ----------------- | ---- | -- | - | - | - | -- | -- | -- |  | --- | --- | --- | --- |
| 1. | Steaua Roșie      | 11   | 6  | 3 | 2 | 1 | 6  | 4  | +2 |  | —   | 2–1 | 0–1 | 1–0 |
| 2. | Braga             | 10   | 6  | 3 | 1 | 2 | 12 | 9  | +3 |  | 1–1 | —   | 3–1 | 4–2 |
| 3. | Midtjylland       | 9    | 6  | 2 | 3 | 1 | 7  | 7  | 0  |  | 1–1 | 3–2 | —   | 1–1 |
| 4. | Ludogoreț Razgrad | 2    | 6  | 0 | 2 | 4 | 3  | 8  | −5 |  | 0–1 | 0–1 | 0–0 | —   |
| Legendă: Locul 1: Calificare în optimi Locul 2: Calificare în play-off-ul eliminatoriu Locul 3: Transferată în Europa Conference League |                   |      |    |   |   |   |    |    |    |  |     |     |     |     |

### Grupa G
| Loc | Echipă      | Pct. | MJ | V | E | Î | GM | GP | DG |  | LEV | BET | CEL | FER |
| --- | ----------- | ---- | -- | - | - | - | -- | -- | -- |  | --- | --- | --- | --- |
| 1. | Leverkusen  | 13   | 6  | 4 | 1 | 1 | 14 | 5  | +9 |  | —   | 4–0 | 3–2 | 2–1 |
| 2. | Betis       | 10   | 6  | 3 | 1 | 2 | 12 | 12 | 0  |  | 1–1 | —   | 4–3 | 2–0 |
| 3. | Celtic      | 9    | 6  | 3 | 0 | 3 | 13 | 15 | −2 |  | 0–4 | 3–2 | —   | 2–0 |
| 4. | Ferencváros | 3    | 6  | 1 | 0 | 5 | 5  | 12 | −7 |  | 1–0 | 1–3 | 2–3 | —   |
| Legendă: Locul 1: Calificare în optimi Locul 2: Calificare în play-off-ul eliminatoriu Locul 3: Transferată în Europa Conference League |             |      |    |   |   |   |    |    |    |  |     |     |     |     |

### Grupa H
| Loc | Echipă        | Pct. | MJ | V | E | Î | GM | GP | DG |  | WHA | DZA | RVI | GEN |
| --- | ------------- | ---- | -- | - | - | - | -- | -- | -- |  | --- | --- | --- | --- |
| 1. | West Ham      | 13   | 6  | 4 | 1 | 1 | 11 | 3  | +8 |  | —   | 0–1 | 2–0 | 3–0 |
| 2. | Dinamo Zagreb | 10   | 6  | 3 | 1 | 2 | 9  | 6  | +3 |  | 0–2 | —   | 3–1 | 1–1 |
| 3. | Rapid Viena   | 6    | 6  | 2 | 0 | 4 | 4  | 9  | −5 |  | 0–2 | 2–1 | —   | 0–1 |
| 4. | Genk          | 5    | 6  | 1 | 2 | 3 | 4  | 10 | −6 |  | 2–2 | 0–3 | 0–1 | —   |
| Legendă: Locul 1: Calificare în optimi Locul 2: Calificare în play-off-ul eliminatoriu Locul 3: Transferată în Europa Conference League |               |      |    |   |   |   |    |    |    |  |     |     |     |     |

## Faza eliminatorie

### Echipele calificate
| Europa League | Europa League                                             | Europa League                                | Liga Campionilor | Liga Campionilor                                 |
| Grupa         | Câștigătoarele (avansează în optimi, fiind capi de serie) | Echipele de pe locul 2 (capi de serie în PE) | Grupa            | Echipele de pe locul 3 (non-capi de serie în PE) |
| ------------- | --------------------------------------------------------- | -------------------------------------------- | ---------------- | ------------------------------------------------ |
| A             | Lyon                                                      | Rangers                                      | A                | RB Leipzig                                       |
| B             | Monaco                                                    | Real Sociedad                                | B                | Porto                                            |
| C             | Spartak Moscova                                           | Napoli                                       | C                | Borussia Dortmund                                |
| D             | Eintracht Frankfurt                                       | Olympiacos                                   | D                | Sheriff Tiraspol                                 |
| E             | Galatasaray                                               | Lazio                                        | E                | Barcelona                                        |
| F             | Steaua Roșie Belgrad                                      | Braga                                        | F                | Atalanta                                         |
| G             | Bayer Leverkusen                                          | Real Betis                                   | G                | Sevilla                                          |
| H             | West Ham United                                           | Dinamo Zagreb                                | H                | Zenit                                            |

### Pay-off eliminatoriu
| Echipa 1          | Scor gen.          | Echipa 2      | Tur   | Retur      |
| ----------------- | ------------------ | ------------- | ----- | ---------- |
| Barcelona         | 5 – 3              | Napoli        | 1 – 1 | 4 – 2      |
| Zenit             | 2 – 3              | Real Betis    | 2 – 3 | 0 – 0      |
| Borussia Dortmund | 4 – 6              | Rangers       | 2 – 4 | 2 – 2      |
| Sheriff Tiraspol  | 2 – 2 (2 – 3 l.d.) | Braga         | 2 – 0 | 0 – 2 d.p. |
| Sevilla           | 3 – 2              | Dinamo Zagreb | 3 – 1 | 0 – 1      |
| Atalanta          | 5 – 1              | Olympiacos    | 2 – 1 | 3 – 0      |
| RB Leipzig        | 5 – 3              | Real Sociedad | 2 – 2 | 3 – 1      |
| Porto             | 4 – 3              | Lazio         | 2 – 1 | 2 – 2      |

### Optimi de finală
| Echipa 1   | Scor gen.  | Echipa 2             | Tur    | Retur      |
| ---------- | ---------- | -------------------- | ------ | ---------- |
| Porto      | 1 – 2      | Lyon                 | 0 – 1  | 1 – 1      |
| Real Betis | 2 – 3      | Eintracht Frankfurt  | 1 – 2  | 1 – 1 d.p. |
| Sevilla    | 1 – 2      | West Ham United      | 1 – 0  | 0 – 2 d.p. |
| RB Leipzig | Masa verde | Spartak Moscova      | Anulat | Anulat     |
| Rangers    | 4 – 2      | Steaua Roșie Belgrad | 3 – 0  | 1 – 2      |
| Braga      | 3 – 1      | Monaco               | 2 – 0  | 1 – 1      |
| Atalanta   | 4 – 2      | Bayer Leverkusen     | 3 – 2  | 1 – 0      |
| Barcelona  | 2 – 1      | Galatasaray          | 0 – 0  | 2 – 1      |

### Sferturi de finală
| Echipa 1            | Scor gen. | Echipa 2  | Tur   | Retur      |
| ------------------- | --------- | --------- | ----- | ---------- |
| RB Leipzig          | 3 – 1     | Atalanta  | 1 – 1 | 2 – 0      |
| Eintracht Frankfurt | 4 – 3     | Barcelona | 1 – 1 | 3 – 2      |
| West Ham United     | 4 – 1     | Lyon      | 1 – 1 | 3 – 0      |
| Braga               | 2 – 3     | Rangers   | 1 – 0 | 1 – 3 d.p. |

### Semifinale
| Echipa 1        | Scor gen. | Echipa 2            | Tur   | Retur |
| --------------- | --------- | ------------------- | ----- | ----- |
| RB Leipzig      | 2 – 3     | Rangers             | 1 – 0 | 1 – 3 |
| West Ham United | 1 – 3     | Eintracht Frankfurt | 1 – 2 | 0 – 1 |

### Finala
Finala s-a jucat pe 18 mai 2022 pe Stadionul Ramón Sánchez Pizjuán din Sevilla.
| Eintracht Frankfurt                        | 1–1 (d.p.) | Rangers                                        |
| ------------------------------------------ | ---------- | ---------------------------------------------- |
| - Borré 69'                                | Raport     | - Aribo 57'                                    |
| - Lenz - Hrustic - Kamada - Kostić - Borré | 5–4        | - Tavernier - Davis - Arfield - Ramsey - Roofe |